# ミハイル・マミアシビリ
ミハイル・マミアシビリ（Mikhail Mamiashvili、1963年11月21日 - ）は、旧ソビエト連邦のグレコローマンスタイルのレスリング選手。階級は74kg級と82kg級。身長177cm。現在はロシアのレスリング連盟会長で、世界レスリング連合(UWW)副会長を務める。

## 経歴
ウクライナのスームィ州においてグルジア人一家の下に生まれた。1976年にレスリングを始めると、1982年にはモスクワへ移った。1983年に世界ジュニア74kg級で優勝すると、続いてシニアの世界選手権でも優勝を飾った。1984年ロサンゼルスオリンピックにはソ連がボイコットしたために出場できなかったが、その対抗大会であるフレンドシップ・ゲームズでは優勝した。1985年には世界選手権で2度目の優勝を飾った。1986年にはヨーロッパ選手権と世界選手権で優勝した。その後階級を82kg級に上げた。1988年にはヨーロッパ選手権で優勝すると、1988年ソウルオリンピックでも優勝を飾った。1989年と1990年の世界選手権では2位だった。その後引退すると、1992年バルセロナオリンピックではEUNのレスリング代表チームの監督となった。2001年にはロシアレスリング連盟の会長になるとともに、ロシアオリンピック委員会の副会長ともなった。2008年には国際レスリング連盟の殿堂入りを果たした。

## トラブル
2004年アテネオリンピックグレコローマン84kg級決勝でロシアのアレクセイ・ミチンがスウェーデンのアラ・アブラハミアンと対戦した際に、マミアシビリがルーマニアのレフェリーに何らかの合図を送ったとして、国際レスリング連盟の懲罰委員長だったスウェーデンのペレ・スベンソンに告発された。スベンソンがその違反行為をマミアシビリに問い質すと、｢それ以上言うとお前には死が待ち構えているぞ｣と脅迫したという。なお、後にそのレフェリーが1500万円以上の賄賂を受け取った買収が明らかになったとされている。
2015年にはアメリカのラスベガスで開催された世界選手権へ赴くつもりだったが、入国を拒否された。
2016年リオデジャネイロオリンピック女子63kg級で5位に終わったロシアのインナ・トラジュコワは、負けたことに腹を立てたマミアシビリに公衆の面前で猥褻な言葉を浴びせられながら顔面を2度も殴りつけられたと主張している。マミアシビリはこの1件を否定もせず、トラジュコワの示した平凡なパフォーマンスは国に対する反逆であり、メダルを取れなかった責任を取るべきだと非難したとも報じられた。その後、マミアシビリはトラジュコワに暴言を吐いたことは認めたものの、暴力を振るったことは否定したが、結果的にトラジュコワに謝罪した。トラジュコワは法的に訴える可能性を示していたが、目撃者の多くから協力を拒まれていた。しかし、マミアシビリの謝罪を受け入れたために、この件を今後訴え出るかは明らかでない。一方、ロシアのスポーツ界では今回の件で義憤が広まっているものの、マミアシビリは大統領のウラジーミル・プーチンの友人であるなどクレムリンとも関係していることから、アンタッチャブルな存在と見なされており、何の責任も取らされることはないだろうと考えられている。また、マミアシビリは犯罪組織に関わっていると言う理由からアメリカ以外の国からも入国を拒否されたと伝えられている。さらにまた、日本のレスリング関係者の話によれば、女子75kg級で3位だったエカテリーナ・ブキナもマミアシビリに暴行を加えられたという。なおマミアシビリは、57kg級決勝で伊調馨に終了間際に逆転負けを喫したワレリア・コブロワと69kg級決勝で土性沙羅に終盤逆転を許して2位に終わったナタリア・ボロベワに対しても、「2人は勝てたはず。私は（銀メダルを）祝福しない。死んでも10秒耐えなければならなかった」と辛辣なコメントを発していた。
2023年6月にマミアシビリは、ロシアによるウクライナへの軍事侵攻以来国際社会から締め出されているロシアが、パリオリンピックに難民選手団の立場で出場するようにIOCから提案された場合、戦車でパリオリンピックに出向くまでだと発言して物議を醸した。

## 主な戦績
74kg級での戦績
- 1983年 -　世界ジュニア　優勝
- 1983年 -　世界選手権　優勝
- 1984年 -　フレンドシップ・ゲームズ　優勝
- 1985年 -　世界選手権　優勝
- 1986年 -　ヨーロッパ選手権 優勝
- 1986年 -　世界選手権　優勝

82kg級での戦績
- 1988年 -　ヨーロッパ選手権 優勝
- 1988年 -　ソウルオリンピック 優勝
- 1989年 -　ヨーロッパ選手権 優勝
- 1989年 -　世界選手権　2位
- 1990年 -　世界選手権　2位